# Сквер учасників партизанського руху
Сквер учасників партизанського руху — ботанічна пам'ятка природи місцевого значення. Об'єкт розташований на території Черкаського району Черкаської області, квартал 36, виділи 1, 2 Креселецького лісництва поблизу Мотронинського монастиря.
Площа — 0,5 га, статус отриманий у 2002 році.

## Галерея

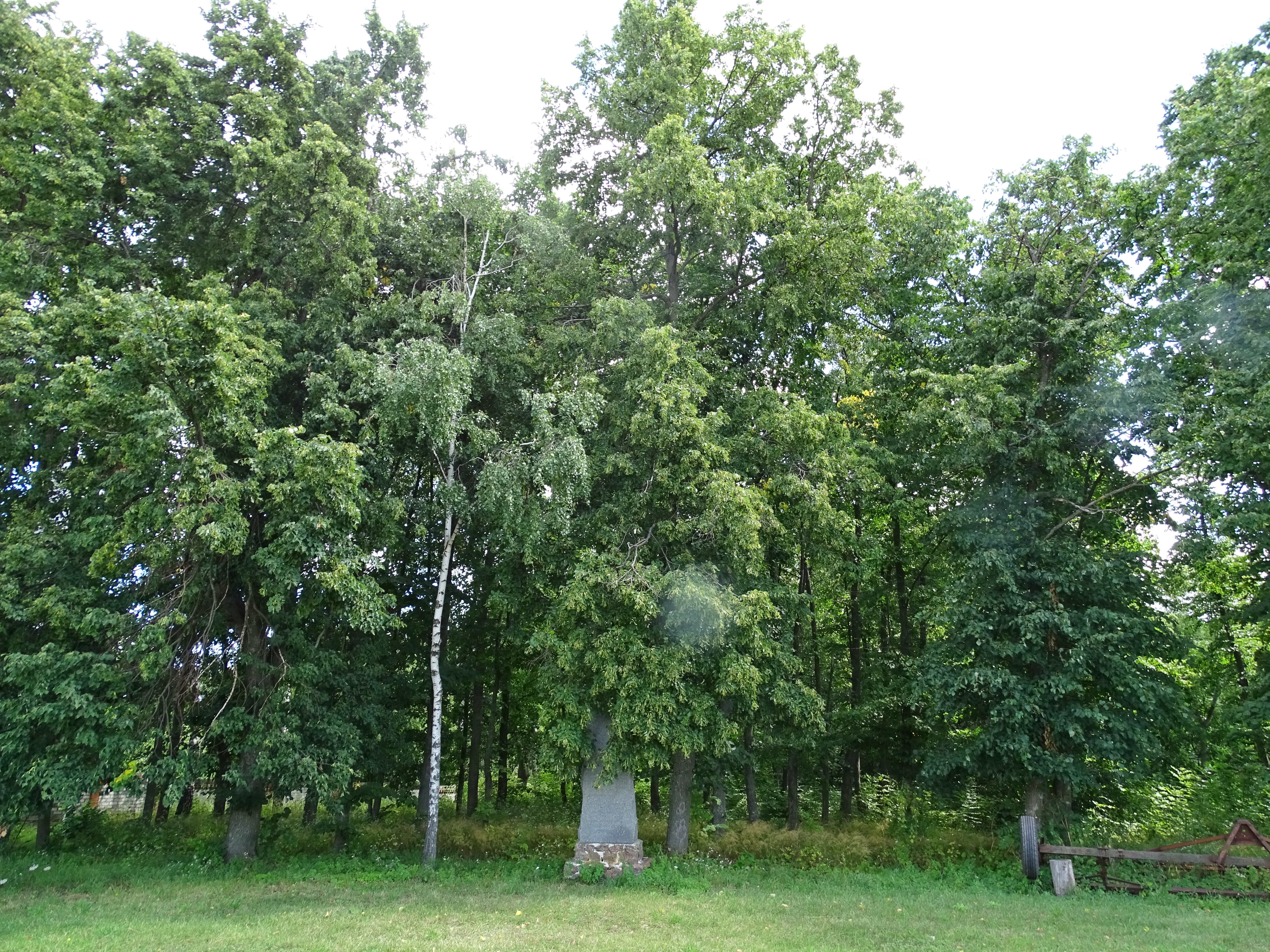
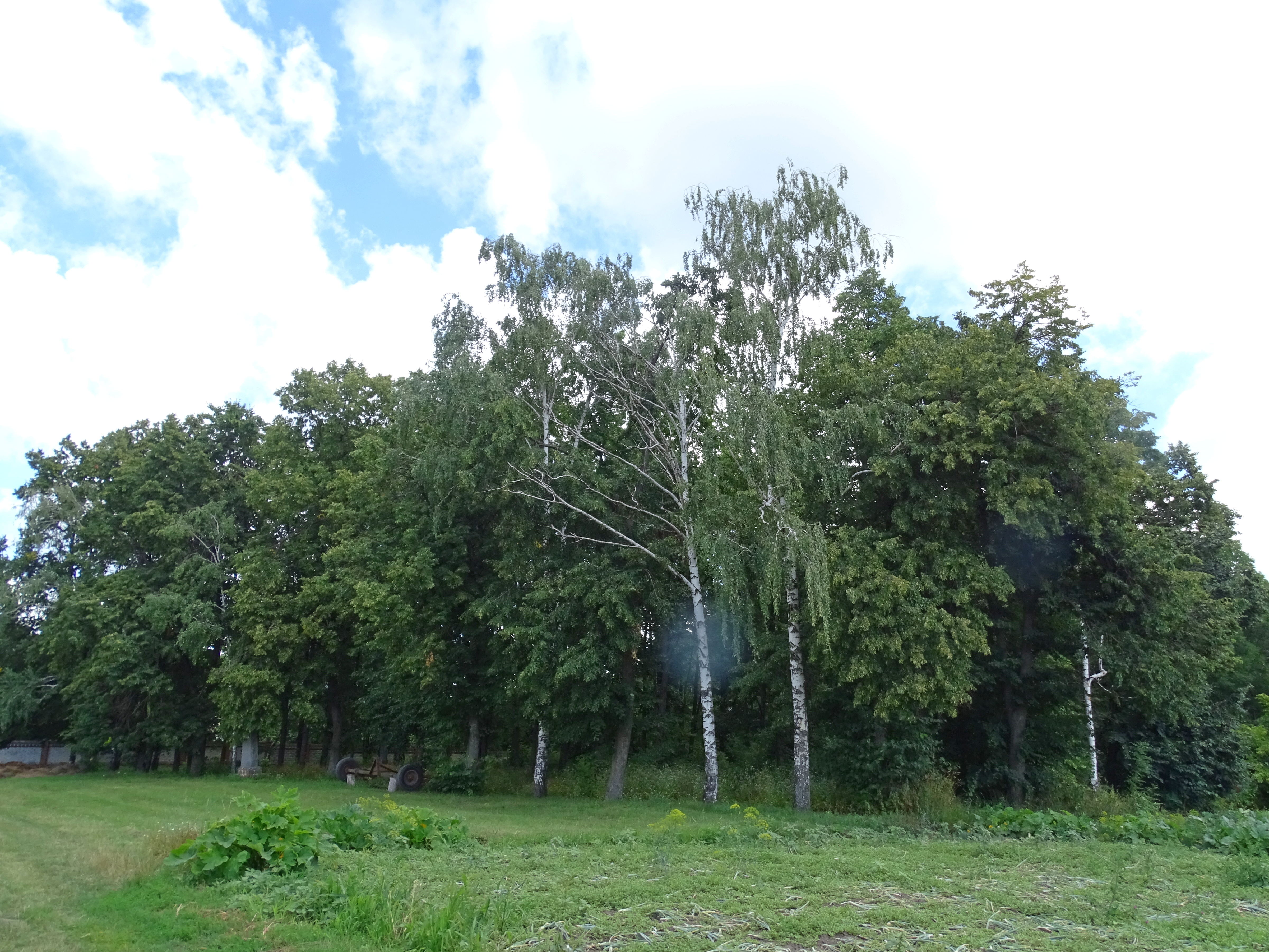
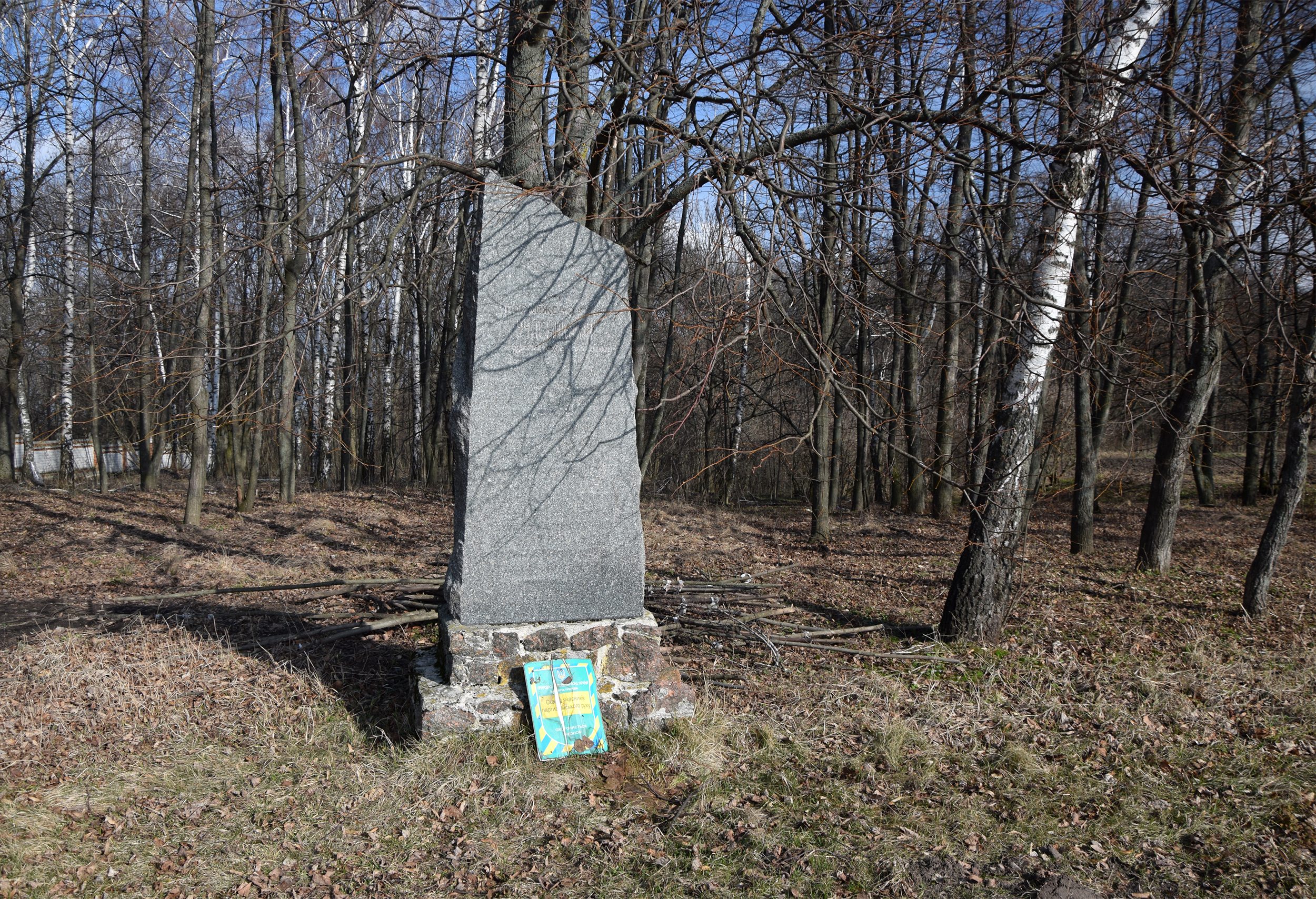
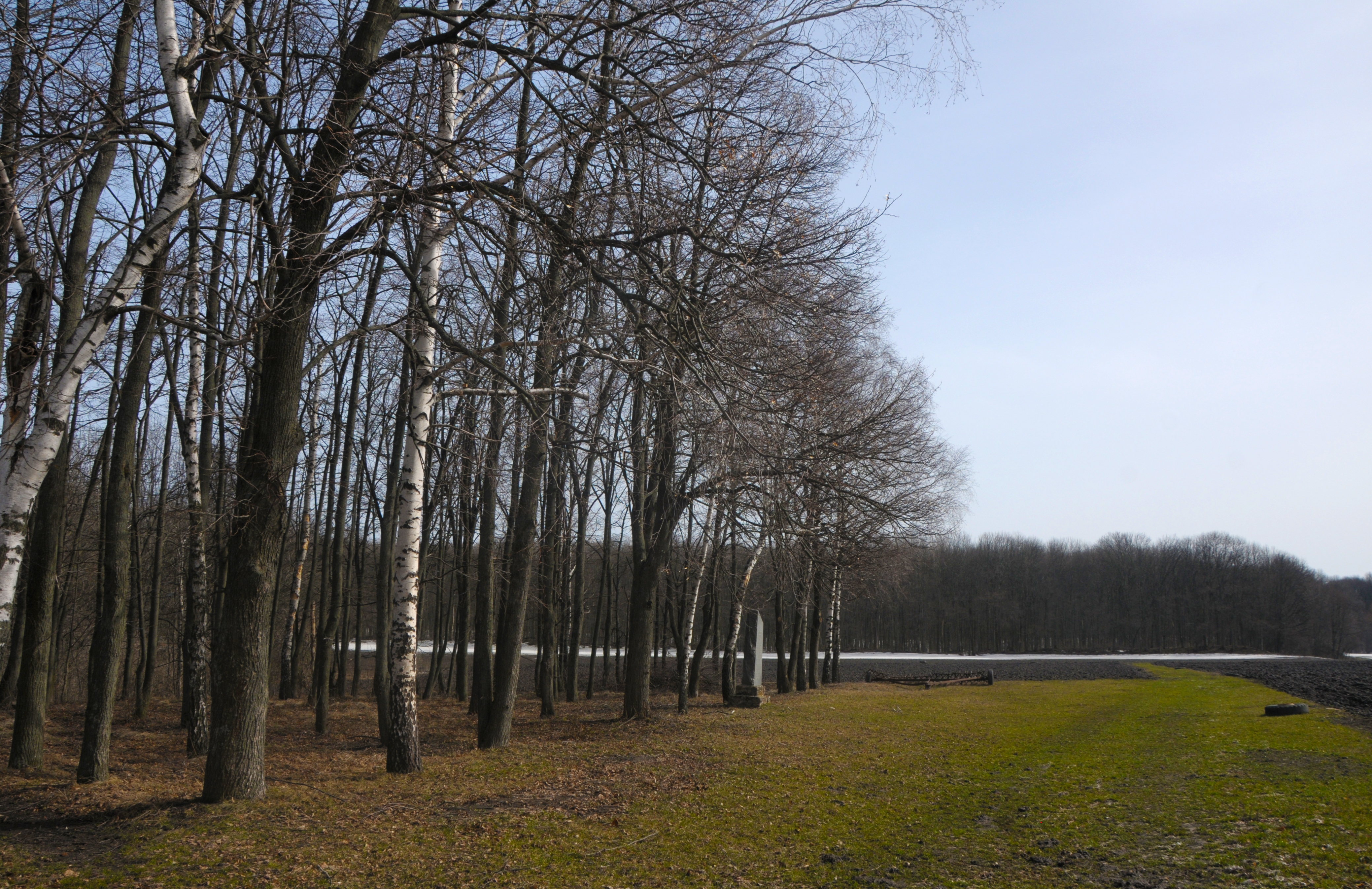